# Бейт-Гуврин-Мареша
Национальный парк Бейт-Гуврин-Мареша (ивр. בית גוברין-מרשה‎) — один из многочисленных национальных парков Израиля (см. Список национальных парков Израиля). Расположен в центральной части Израиля, называется «Землёй тысячи пещер». Расположен на территории Иудейской низменности (Шфела), в 13 километрах от города Кирьят-Гат и недалеко от города Бейт-Шемеш. Основан в 1989 году. Территория парка разделена на южную часть — Марешу (включает в себя руины Мареши, одного из важных городов Иудеи во времена Первого Храма), и северную — Бейт-Гуврин (руины Бейт-Гуврина, важного города римской эпохи). Под руинами этих двух важных городов находятся древние пещеры, также на территории парка был обнаружен амфитеатр римского периода и остатки крепости и церкви периода крестоносцев.
В 2014 году Национальный парк Бейт-Гуврин-Мареша был зарегистрирован, как объект Юнеско в Азии.

## Пещерный комплекс и Тель-Мареша
Во время археологических раскопок на территории парка было обнаружено около 3500 подземных камер. Парк расположен на пересечении торговых путей из Месопотамии в Египет, он отражает историю на протяжении более 2000 лет, начиная с VIII века до н. э., когда была построена Мареша (железный век), старейший из двух городов, до времен крестоносцев. Наличие в Иудейской низменности толстого и однородного мелового субстрата позволило человеку пользоваться многочисленными пещерами, которые были приспособлены под цистерны, маслодавильни, бани, голубятни, колумбарии, конюшни, места религиозного поклонения, убежища, а на окраинах городов — под места захоронений. Некоторые из больших пещер укреплены сводчатыми арками и опорными столбами.
Пещерный комплекс включает в себя: Колокольные пещеры, Сидонские погребальные пещеры с настенными росписями, пещеру «Лабиринт» с подземным ходом.

### Колокольные пещеры
Колокольные пещеры представляют собой каменоломни, вырытые в начале VII века н. э. с целью добычи строительного материала. Проделывалось отверстие в толще породы диаметром примерно около метра, а затем пещера расширялась вниз в среднем на 12-15 метров, иногда на 25 метров. На стенах пещер были найдены высеченные в толще породы несколько рисунков. Один из них — крест, напоминающий крест тамплиеров, который позже просматривался и среди масонских символов.
В пещерах хорошая акустика, поэтому в них проводятся концерты камерной музыки в период праздника Песах.

### Пещеры-голубятни
Пещеры-голубятни (всего около 80 пещер) использовались для разведения голубей. Известна Польская пещера, пещера-колумбариум в виде двойного креста. Польской пещера названа потому, что польские солдаты выгравировали в ней слова Варшава, Польша и герб Польши, когда посещали пещеру во время Второй мировой войны в 1943 году.
В песне песен упоминается:
и пошёл голубей искать в Бейт-Гуврин...

### Пещеры-маслодавильни
Пещеры-маслодавильни (всего около 20 пещер) использовались для получения оливкового масла с помощью прессов и жерновов.

### Погребальные пещеры сидонян
Погребальные пещеры сидонян относятся к III — II векам до н. э. Пещеры знаменита своими фресками, это единственные пещеры с росписью внутри (изображение Цербера, феникса и т. п.). Здесь хоронили и идумеев, и сидонян, и греков. Особая ниша выделена для правителя Аполофанеса. Могила музыкантов украшена картиной, изображающей мужчину, играющего на флейте, и женщину, играющую на арфе.

## Руины Бейт-Гуврин
В результате раскопок в Бейт-Гуврин обнаружены многочисленные находки разных эпох: надпись свидетельствующая о колонне, подаренной местной синагоге в византийский период; мозаичные полы римского и византийского периодов; развалины церквей (Византийская церковь Санта Анна) и мечетей; части стен и древние захоронения.

## Руины римского периода
Руины римского периода включают в себя единственный римский амфитеатр в Израиле. Были обнаружены в середине 1990-х годов. Амфитеатр был построен во II веке на северо-западной окраине Бейт-Гуврина, в нём проходили гладиаторские бои, за которыми наблюдали около 3500 зрителей. Амфитеатр был построен из больших прямоугольных известняковых блоков и предназначен для римских войск, дислоцированных в регионе после подавления восстания Бар-Кохбы.